# Eugenia albida
Eugenia albida là một thực vật loài thuộc họ Myrtaceae. Đây là loài đặc hữu của Ecuador.